# Callorhinchidae
Famille
Les Callorhinchidae forment une famille de poissons cartilagineux de la sous-classe des chimères.

## Liste des espèces
Selon ITIS :
- genre Callorhinchus Lacepede, 1798
  - Callorhinchus callorhynchus (Linnaeus, 1758) - masca laboureur
  - Callorhinchus capensis (Duméril, 1865) - masca du Cap
  - Callorhinchus milii (Bory de Saint-Vincent, 1823) - chimère éléphant ou masca laboureur
- genre Callorhynchus Fleming, 1822 (uniquement mentionné par ITIS)
  - Callorhynchus atlanticus Fleming, 1822

Selon FishBase :
- genre Callorhinchus
  - Callorhinchus callorynchus  (Linnaeus, 1758)
  - Callorhinchus capensis  Duméril, 1865
  - Callorhinchus milii  Bory de Saint-Vincent, 1823